# Super Rádio Brasil
Super Rádio Brasil é uma emissora de rádio brasileira sediada na cidade do Rio de Janeiro, capital do estado homônimo. Opera no dial AM, na frequência 940 kHz, e é uma emissora própria e cogeradora da Super Rede Boa Vontade. Pertence a Legião da Boa Vontade, e tem uma programação ecumênica, porém também voltada para o entretenimento, jornalismo e esportes. Seus estúdios estão na sede carioca da Legião da Boa Vontade, na Avenida Marechal Floriano, centro da cidade, e seus transmissores estão no bairro Várzea Alegre, em Guapimirim.

## História

Antigo logotipo da Rádio Jornal do Brasil, utilizado até a venda da emissora em 1992

Na Avenida Rio Branco, a mais importante do centro da cidade do Rio, o matutino Jornal do Brasil do conde Ernesto Pereira Carneiro, inaugurou, no dia 10 de agosto de 1935, a sua emissora, que tinha o prefixo PRF-4. Foi a primeira rádio jornalística do Rio de Janeiro, apesar de dedicar uma parte de seus horários para programas musicais e programas esportivos.
Desde sua fundação, se pautava, por um estilo sóbrio, elegante e imparcial. Embora o jornalismo se constituísse na prioridade, a emissora entremeava seus noticiosos com uma programação musical de qualidade, sem espaço para modismos e para músicas de qualidade duvidosa. Possuía uma programação dirigida as classes A e B, com música selecionada, filosofia contestadora do samba, música do morro e gafieira. A emissora firmou-se, também pela iniciativa de transmitir as reuniões turfísticas e de inserir, entre os páreos e cotações de apostas, música erudita, na maioria das vezes.
Nas décadas de 1960 e 1970, a rádio peitou a censura da ditadura militar e conseguiu veicular reportagens e entrevistas, que nas entrelinhas demonstravam o caos que o Brasil tinha se tornado. Uma verdade que os governos pós-1964 não queriam, obviamente, que viesse a público.
Com a grave crise do Grupo Jornal do Brasil, iniciada na década de 1980, a rádio foi vendida em 1992 para o deputado estadual Francisco Silva, e passa a se chamar Rádio Brasil. Em 1999, a rádio foi vendida novamente, para a Legião da Boa Vontade, liderada pelo jornalista, radialista e escritor José de Paiva Netto. A emissora então muda de nome para Super Rádio Brasil, e passa a integrar a Super Rede Boa Vontade.